# 송라로
송라로(Songna-ro)는 대구광역시 동구 신천동 청구네거리에서 동구 신암동 공고네거리를 잇는 대구광역시의 도로이다.

## 주요 경유지
대구광역시
- 동구 (신천동 . 신암동)

## 노선
| 이름          | 접속 노선                      | 소재지        | 소재지        | 비고          |
| 들안로와 직결 | 들안로와 직결                  | 들안로와 직결 | 들안로와 직결 | 들안로와 직결 |
| ------------- | ------------------------------ | ------------- | ------------- | ------------- |
| 청구네거리    | 국채보상로                     | 동구          | 신천동        |               |
| 신천네거리    | 동부로                         | 동구          | 신천동        |               |
| 신암지하차도  |                                | 동구          | 신천동        |               |
|               | 신암동                         | 동구          |               |               |
| 공고네거리    | 대구광역시도 제67호선 (신암로) | 동구          |               |               |
| 대현로와 직결 |                                |               |               |               |

## 주요 건물 및 시설
- 대구은행 신천동지점 (송라로 58/신천동 268-4)
- 굽네치킨 대구신천점 (송라로 80/신천동 272-13)
- 교촌치킨 대구신천1호점 (송라로 87/신천동 501-5)
- GS25 신천유보라점 (송라로 92/신천동 17)
- 대구동신초등학교 (송라로 123/신암동 487)